# Adam Wilhelm Moltke
August Adam Wilhelm Moltke (ur. 25 sierpnia 1785 w Einsidelsborgu na wyspie Fionia, zm. 15 lutego 1864 w Kopenhadze) – hrabia, duński premier. Pochodził z duńskiego szlacheckiego rodu Moltke będąc wnukiem Adama Gottloba Moltke. Karierę polityczną rozpoczął w 1831 roku otrzymując tekę ministra finansów. W latach 1848–1852 stał na czele rządu jako premier, później został przewodniczącym Rady Państwa (1854–1863).
Kawaler Orderu Słonia (1836) oraz Krzyża Wielkiego (1828) i Krzyża Srebrnego Orderu Danebroga. Kanclerz Kapituły Orderów Królewskich.